# Kétújfalu
Kétújfalu ist eine ungarische Gemeinde im Kreis Szigetvár im Komitat Baranya. Zur Gemeinde gehört der Ortsteil Szentmihályfapuszta.

## Geschichte
Kétújfalu wurde 1479 erstmals urkundlich erwähnt.

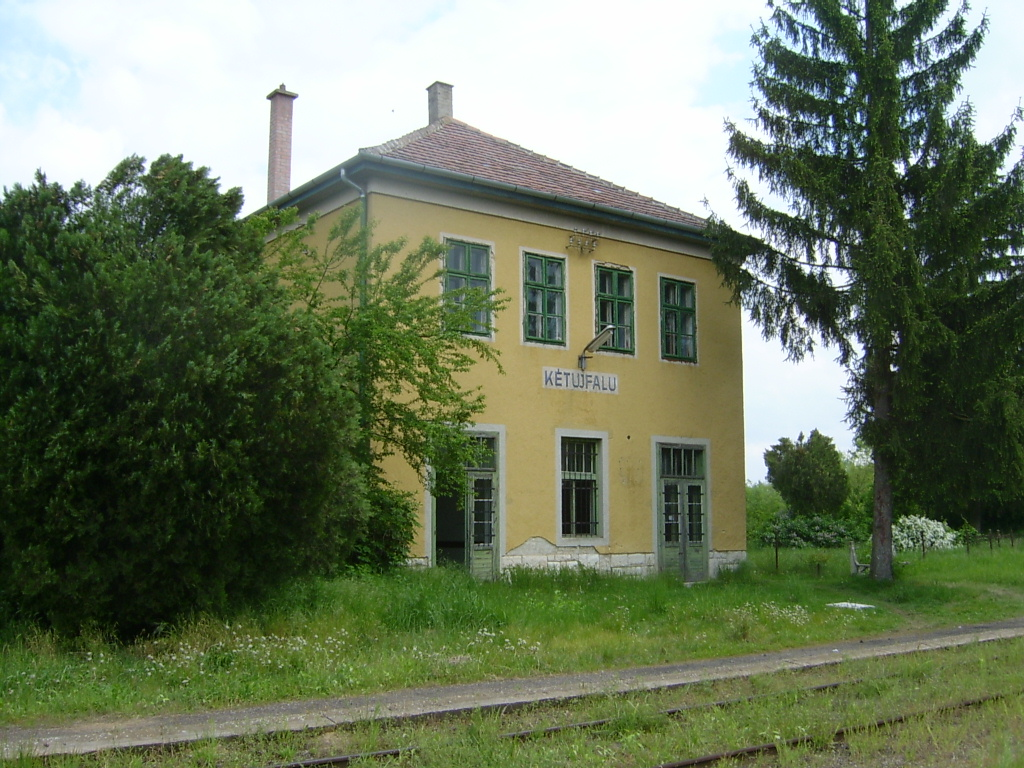
Der ehemalige Bahnhof von Kétújfalu